# 林政賢 (運動員)
林政賢（1995年9月13日—）為一名台灣前職業棒球選手，擔任投手，出身於花蓮縣光復鄉太巴塱部落。曾為中華職棒味全龍、義大犀牛、富邦悍將所屬球員，因投球動作類似旅美韓國籍投手柳賢振，而被隊友起「義大柳賢振」之稱號。曾於2013年入選世界青棒錦標賽國手，面對古巴隊七局無失分而受到注意。
其於2015年季中選秀被義大犀牛以第六輪第21順位選入，並以200萬元簽約金為條件加盟，為隊上極力栽培的先發投手，業餘時球速可達143km/h。有球探指出，其揮臂幅度大且不快，可能是導致球速無法增加之原因。

## 經歷
- 花蓮縣光復鄉光復國小少棒隊
- 花蓮縣光復國中青少棒隊
- 桃園縣平鎮高中青棒隊
- 文化大學棒球隊（美孚巨人）
- 中華職棒義大犀牛（2015年8月25日－2016年10月31日）
- 中華職棒富邦悍將（2016年11月1日－2019年11月30日）
- 中華職棒味全龍（2020年－2021年）

## 職棒生涯成績
| 年度 | 球隊     | 背號 | 先發 | 勝投 | 敗投 | 中繼 | 救援 | 完投 | 完封 | 四死 | 三振 | 責失 | 投球局數 | 自責分率 | 被上壘率 |
| ---- | -------- | ---- | ---- | ---- | ---- | ---- | ---- | ---- | ---- | ---- | ---- | ---- | -------- | -------- | -------- |
| 2016 | 義大犀牛 | 77   | 5    | 2    | 1    | 1    | 0    | 0    | 0    | 20   | 23   | 21   | 29.1     | 6.44     | 1.60     |
| 2017 | 富邦悍將 | 77   | 15   | 3    | 3    | 0    | 0    | 0    | 0    | 51   | 64   | 33   | 78.1     | 3.79     | 1.52     |
| 2018 | 富邦悍將 | 77   | 5    | 0    | 3    | 0    | 0    | 0    | 0    | 13   | 14   | 12   | 16.1     | 6.61     | 2.02     |
| 2021 | 味全龍   | 47   | 1    | 0    | 0    | 0    | 0    | 0    | 0    | 9    | 6    | 19   | 16.1     | 10.47    | 2.08     |
| 合計 | 4年      |      | 26   | 5    | 7    | 1    | 0    | 0    | 0    | 85   | 107  | 85   | 140.1    | 5.45     | 1.66     |

## 特殊事蹟
- 青棒時期曾被學校教練藍文成於報名時寫錯名字，誤寫為其前三商虎球員「林振賢」[4]。
- 偶像為台灣旅美好手陳偉殷[1]，亦曾領過「陳偉殷棒球獎學金」。
- 生涯原定於2016年4月10日初次先發，卻因雨延賽，之後球隊安排於上半季冠軍確定後的6月11日、12日上場先發磨練，亦因雨延賽，直到8月17日才在新竹市立球場面對中信兄弟的比賽，於雨中投五局79球失一分，收下職業生涯首勝[1][5][6]。

## 外部連結
- 林政賢在台灣棒球維基館上的頁面（繁體中文）
- 林政賢在中華職棒官網
- 林政賢在Baseball-Reference.com（小聯盟以及海外聯盟）（英语）
- 林政賢的Facebook專頁
- 林政賢的Instagram帳戶